# Dragan Paljić
Dragan Paljić (Starnberg, 8 april 1983) is een Duits voetballer die als verdediger of middenvelder speelt.
Hij kwam in de jeugdopleiding van TSV 1860 München maar brak niet door bij het eerste team. Paljić keerde terug naar het amateurvoetbal en brak door bij TSG 1899 Hoffenheim waarmee hij de opmars van de Regionalliga naar de Bundesliga meemaakte. Met 1. FC Kaiserslautern werd hij in 2010 kampioen in de 2. Bundesliga en met Wisła Kraków werd Paljić in 2011 Pools landskampioen. In 2012 stapte hij over naar Heracles Almelo. Vanwege gebrek aan speeltijd werd zijn contract in Almelo per 6 januari 2015 ontbonden. Op 13 januari tekende hij bij Perth Glory FC in Australië. Hij speelde vervolgens voor 1. CfR Pforzheim en vanaf 2016 voor ASV Durlach waar hij ook assistent-trainer werd.

## Erelijst
- 2. Bundesliga: 2010
- Ekstraklasa: 2011
- Topscorer Verbandsliga: 2004